# Anton Bobior
Anton Anatoliévitch Bobior (en russe : Антон Анатольевич Бобёр) est un footballeur international russe né le 28 septembre 1982 à Naberejnye Tchelny.
Milieu de terrain de formation, il commence sa carrière sous les couleurs du Kamaz Naberejnye Tchelny en 1998 avant de rejoindre dès 2000 le Krylia Sovetov Samara, club pour lequel il joue par la suite pendant près de douze ans. Après son départ en 2012, il passe quatre saisons avec le Mordovia Saransk avant d'effectuer un dernier passage au Krylia Sovetov durant la saison 2017-2018, mettant par la suite un terme à sa carrière de joueur.

## Biographie

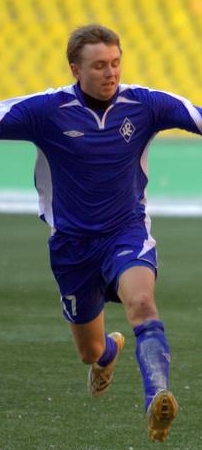
Anton Bobior en 2007.

Né et formé dans la ville de Naberejnye Tchelny, Anton Bobior intègre en 1989 le centre de formation du club local du Kamaz. Alors âgé de 15 ans, il est intégré au mois d'août 1998 au sein de l'effectif premier du club qui évolue alors en deuxième division russe et connaît de graves problèmes financiers,. Il joue son seul match de la saison le 7 novembre 1998 à l'occasion d'une défaite 1-0 contre l'Arsenal Toula à l'occasion de la dernière journée du championnat qui s'achève par la relégation du Kamaz qui termine largement dernier. Il dispute dix-neuf rencontres lors de la saison 1999 au troisième échelon, marquant alors ses trois premiers buts professionnels, respectivement contre le Metallourg Magnitogorsk puis le Dinamo Ijevsk à deux reprises durant la deuxième partie du championnat.
À la fin de l'année 1999, Bobior est recruté par l'équipe du Krylia Sovetov Samara, pensionnaire de la première division. Il fait ses débuts sous ses nouvelles couleurs le 1er avril 2000 contre le Lokomotiv Moscou. S'imposant progressivement au sein de l'équipe titulaire, il marque son premier but dans l'élite le 22 octobre 2001 contre le Dynamo Moscou. Ses performances lui valent même d'être convoqué avec la sélection russe par Oleg Romantsev dans le cadre d'un match amical contre l'Estonie le 27 mars 2002, à l'âge de 19 ans, bien que cette sélection s'avère finalement être la seule de sa carrière.
Continuant d'évoluer pour le Krylia Sovetov pendant tout le reste des années 2000, Bobior prend ainsi part aux performances du club durant cette période, incluant notamment la troisième place de la saison 2004. Il reste cependant inutilisé lors de la finale de la Coupe de Russie de 2004, tandis que le Krylia Sovetov est vaincu par le Terek Grozny. Il prend également part à trois campagnes européennes, cumulant dix matchs pour trois buts marqués. Il connaît sa saison la plus prolifique en 2008, année durant laquelle il inscrit huit buts. À son départ du club à l'issue de la saison 2011-2012, il cumule en tout 309 matchs joués pour 35 buts marqués, dont 274 matchs en championnat de première division, constituant le record absolu du club.
Après son départ de Samara, Bobior rallie le Mordovia Saransk pour la saison 2012-2013, à l'issue de laquelle le club est relégué en deuxième division. Il reste malgré tout et contribue ainsi fortement à la remontée directe des siens, marquant dix buts lors de l'exercice 2013-2014 tandis que le Mordovia remporte le championnat. Il devient par la suite un joueur de rotation lors des deux saisons qui suivent et il quitte finalement le club à la fin de la saison 2015-2016. Restant par la suite libre pendant un an, il fait finalement son retour au Krylia Sovetov Samara, dont il intègre l'équipe réserve à l'été 2017. Il dispute malgré tout une toute dernière rencontre avec l'équipe première en deuxième division le 28 avril 2018 contre le Fakel Voronej avant de mettre un terme définitif à sa carrière en fin de saison, à l'âge de 35 ans. Il effectue par la suite des études d'entraîneurs, obtenant une licence UEFA A en décembre 2018.

## Statistiques
| Saison                | Club                     | Championnat           | Championnat | Championnat | Coupe(s) nationale(s) | Coupe(s) nationale(s) | Compétition(s) continentale(s) | Compétition(s) continentale(s) | Compétition(s) continentale(s) | Total | Total |
| Saison                | Club                     | Division              | M.          | B.          | M.                    | B.                    | Comp.                          | M.                             | B.                             | M.    | B.    |
| 1998                  | Kamaz Naberejnye Tchelny | D2                    | 1           | 0           | -                     | -                     | -                              | -                              | -                              | 1     | 0     |
| 1999                  | Kamaz Naberejnye Tchelny | D3                    | 19          | 3           | 1                     | 0                     | -                              | -                              | -                              | 20    | 3     |
| 2000                  | Krylia Sovetov-2 Samara  | D3                    | 12          | 2           | -                     | -                     | -                              | -                              | -                              | 12    | 2     |
| Sous-total            | Sous-total               | Sous-total            | 32          | 5           | 1                     | 0                     | -                              | -                              | -                              | 33    | 5     |
| 2000                  | Krylia Sovetov Samara    | D1                    | 7           | 0           | -                     | -                     | -                              | -                              | -                              | 7     | 0     |
| 2001                  | Krylia Sovetov Samara    | D1                    | 17          | 1           | 2                     | 0                     | -                              | -                              | -                              | 19    | 1     |
| 2002                  | Krylia Sovetov Samara    | D1                    | 29          | 2           | 2                     | 0                     | CI                             | 4                              | 1                              | 35    | 3     |
| 2003                  | Krylia Sovetov Samara    | D1                    | 21          | 2           | 4                     | 0                     | -                              | -                              | -                              | 25    | 2     |
| 2004                  | Krylia Sovetov Samara    | D1                    | 13          | 1           | 4                     | 0                     | -                              | -                              | -                              | 17    | 1     |
| 2005                  | Krylia Sovetov Samara    | D1                    | 24          | 3           | 5                     | 1                     | C3                             | 4                              | 1                              | 33    | 5     |
| 2006                  | Krylia Sovetov Samara    | D1                    | 25          | 2           | 2                     | 0                     | -                              | -                              | -                              | 27    | 2     |
| 2007                  | Krylia Sovetov Samara    | D1                    | 28          | 4           | 3                     | 2                     | -                              | -                              | -                              | 31    | 6     |
| 2008                  | Krylia Sovetov Samara    | D1                    | 27          | 8           | 2                     | 0                     | -                              | -                              | -                              | 29    | 8     |
| 2009                  | Krylia Sovetov Samara    | D1                    | 26          | 1           | -                     | -                     | C3                             | 2                              | 1                              | 28    | 2     |
| 2010                  | Krylia Sovetov Samara    | D1                    | 24          | 1           | -                     | -                     | -                              | -                              | -                              | 24    | 1     |
| 2011-2012             | Krylia Sovetov Samara    | D1                    | 33          | 4           | 1                     | 0                     | -                              | -                              | -                              | 34    | 4     |
| Sous-total            | Sous-total               | Sous-total            | 274         | 29          | 25                    | 3                     | -                              | 10                             | 3                              | 309   | 35    |
| 2012-2013             | Mordovia Saransk         | D1                    | 26          | 3           | 1                     | 0                     | -                              | -                              | -                              | 27    | 3     |
| 2013-2014             | Mordovia Saransk         | D2                    | 27          | 10          | 3                     | 1                     | -                              | -                              | -                              | 30    | 11    |
| 2014-2015             | Mordovia Saransk         | D1                    | 11          | 0           | 1                     | 0                     | -                              | -                              | -                              | 12    | 0     |
| 2015-2016             | Mordovia Saransk         | D1                    | 10          | 0           | 1                     | 0                     | -                              | -                              | -                              | 11    | 0     |
| Sous-total            | Sous-total               | Sous-total            | 74          | 13          | 6                     | 1                     | -                              | -                              | -                              | 80    | 14    |
| 2017-2018             | Krylia Sovetov-2 Samara  | D3                    | 11          | 0           | -                     | -                     | -                              | -                              | -                              | 11    | 0     |
| 2017-2018             | Krylia Sovetov Samara    | D2                    | 1           | 0           | -                     | -                     | -                              | -                              | -                              | 1     | 0     |
| Total sur la carrière | Total sur la carrière    | Total sur la carrière | 392         | 47          | 32                    | 4                     | -                              | 10                             | 3                              | 434   | 54    |